# Bernuy-Zapardiel
Bernuy-Zapardiel es un municipio de España, en la provincia de Ávila, comunidad autónoma de Castilla y León.

## Toponimia
Para Bernuy, este curioso topónimo se han propuesto otras explicaciones pero parece conveniente considerar que nos encontramos ante el resultado último del genitivo del nombre propio Bermudus, compuesto germánico del baira, oso y mudus < mods, «valor, coraje». Ciertamente la desaparición de /d/ intervocálica y el paso de /m/ a /n/ no están libres de dificultades, pero la presencia del nombre Bermudo Salinero en un documento de 1250 parecería indicar que esta es la solución correcta.

## Geografía
Situado en el norte abulense dentro de la Comarca de La Moraña a 865 metros sobre el nivel del mar, se encuentra a 50 km de Ávila, 22 km de Arévalo, 6 km de Fontiveros y 12 km de Madrigal de las Altas Torres. Tiene una superficie de 19,78 km².
Su término municipal limita con los de: Cantiveros, Cisla, Fuente el Saúz, Constanzana, Canales y Cabezas del Pozo.

### Clima
El clima es continental mediterráneo con largos y fríos inviernos y veranos cortos pero calurosos.
Las precipitaciones son escasas, siendo primavera y otoño las épocas en las que más suele llover.[cita requerida]

### Orografía
Su orografía continuación de la Meseta Norte, caracterizada por su paisaje llano y sus materiales sedimentarios es llana presentando pequeños cerros, típico paisaje castellano. Los ríos que atraviesan la comarca de La Moraña, en la que se sitúa Bernuy-Zapardiel, son el Adaja, Zapardiel, Trabancos y Arevalillo. Las aguas de todos estos van a parar a la cuenca del río Duero. Se divisa al fondo el sistema Central, Sierra de Guadarrama y la sierra de Gredos.

## Demografía
Bernuy-Zapardiel cuenta con una población de 84 habitantes (INE 2024).
| Gráfica de evolución demográfica de Bernuy-Zapardiel entre 1842 y 2021                                                                                                   |
| |
| Población de derecho según los censos de población del INE. Población de hecho según los censos de población del INE.En este censo se denominaba Bernui Zapardiel: 1842. |

## Economía
Villa eminentemente agrícola y ganadera.
Existen pinares, en su mayoría resineros y piñoneros.[cita requerida]

Sus habitantes se dedican fundamentalmente a la agricultura y la ganadería.
- Agricultura: el principal cultivo es cereal de secano, fundamentalmente cebada; también girasol...[cita requerida]
- Ganadería: explotación de bovino para la producción de leche, ovino y cría porcina.[cita requerida]

| Grupo de cultivo      | Cultivo               | Secano (ha) | Regadío (ha) | Total (ha) |
| --------------------- | --------------------- | ----------- | ------------ | ---------- |
| CEREALES GRANO        | Trigo                 | 50          | 0            | 50         |
| CEREALES GRANO        | Cebada                | 685         | 10           | 695        |
| CEREALES GRANO        | Centeno               | 59          | 0            | 59         |
| LEGUMINOSAS GRANO     | Garbanzo              | 2           | 0            | 2          |
| LEGUMINOSAS GRANO     | Guisante seco         | 4           | 0            | 4          |
| CULTIVOS INDUSTRIALES | Girasol               | 27          | 0            | 27         |
| CULTIVOS FORRAJEROS   | Cereales para forraje | 24          | 0            | 24         |
| CULTIVOS FORRAJEROS   | Veza para forraje     | 16          | 0            | 16         |

Año 2011

## Historia
En sus orígenes, Bernuy-Zapardiel perteneció al Sexmo de San Juan, con cabecera en la localidad de San Juan de la Torre, pueblo que desapareció por un brote de peste.
A partir de ese momento, Bernuy pasó a formar parte del partido judicial de Arévalo. Así es como permanece actualmente, formando parte de la Moraña Alta.
Don Diego de Bernuy tomó su nombre de la aldea de Bernuy de Zapardiel, donde el padre de Diego tenía abundantes propiedades.

## Cultura

### Fiestas
- En honor de Santos Cosme y Damián, hermanos médicos. Mártires el 26 de septiembre.[9][cita requerida]

- San Martín de Tours el 11 de noviembre. Actualmente se celebra el tercer fin de semana de julio.[9][cita requerida]

- San Isidro Labrador el 15 de mayo. Procesión para bendecir los campos.

- Lunes de Aguas (segundo lunes después del Domingo de Resurrección). También llamado día de «correr la merienda», en el que los vecinos del pueblo se reúnen en los pinares para degustar los manjares típicos del lugar como la tortilla de patata, la «tajada» de lomo de cerdo, la longaniza, la rosquilla «de bate», la rosquilla «de palo».[cita requerida]

### Matanza del cerdo
- De noviembre a enero. El cerdo criado durante el año, se mata y se deja sangrar. A continuación se cubre con paja (tamujas) que se prende fuego (chamuscar), luego se deja enfriar el cerdo y se estaza (despiece para escoger las diferentes piezas del cerdo: careta, jamones, solomillo, lomo, huesos, tocino, grasa…). Suele durar unos dos o tres días en los que se reúnen la familia y los amigos.

- Se pica las carnes y se adoban con distintas especias (sal, pimentón, vino, ajos…) para elaborar distintos tipos de embutidos (chorizo, longaniza, salchichón). Antes de embutir las carnes es tradicional probar el picadillo que posteriormente se embute en las tripas del cerdo previamente lavadas y ralladas (eliminada la grasa). Se fríe la grasa del cerdo en calderos y se obtiene por un lado manteca para conservar los productos de la matanza y cocinar y por otro chicharrones con los que posteriormente se elaboran unas tortas.

- Por otro lado se adoban el lomo, solomillo, huesos… en agua con pimentón y sal gorda y posteriormente se cuelgan y se dejan secar con fuego. Con la sangre recogida se elaboran morcilla, con varias especias, cebolla…

## Monumentos y lugares de interés
La Iglesia parroquial dedicada a San Martín de Tours es el resultado de un dilatado proceso constructivo. Conserva el ábside mudéjar con el cuerpo inferior tapado por una capa de cemento. Tiene cuerpo de tres naves, torre a los pies y pórtico al mediodía con columnas de granito. En el interior destacan las bóvedas barrocas y la cúpula de media naranja del siglo XVIII, obra de Francisco Cecilia. Sobresale la escultura del Cristo de la Luz, de tamaño natural, fechable hacia 1300. Tiene cabeza poco caída, rostro mofletudo y sin huella alguna de sufrimiento y los ojos cerrados.[cita requerida]